# Asintmah
En la mitología atabascana, Asintmah es una diosa de la tierra y de la naturaleza; la primera mujer en la Tierra.

## Asintmah Corona
En 2006, el grupo de trabajo para el sistema de nomenclatura planetaria de la Unión Astronómica Internacional (IAU/WGPSN), adoptó oficialmente el nombre de Asintmah para una Corona en el planeta Venus.
Asintmah Corona está ubicada a 25,9º latitud Norte y 208,0º longitud Oeste. El diámetro de su superficie es de 150,0 km.